# Lynx lynx sardiniae
Lynx lynx sardiniae és una subespècie extinta de linx nòrdic que visqué a l'illa italiana de Sardenya.
El 1908, Pasquale Mola descrigué un linx de Nuoro (Sardenya) com a Lynx sardiniae. La seva longitud era d'un metre, tenia una alçada de 35 centímetres i una cua de 33 centímetres. Les galtes tenien bigotis distintius i tenia flocs a les orelles. L'esquena era de color vermellós amb el dors formant gairebé una banda. Els costats eren de color gris vermellós, i el cap, el coll, l'espatlla, i els flancs tenien taques de color marró vermellós o marró grisenc. Les potes tenien ratlles transversals, i la cua tenia tres anells i la punta de color negre. Aquesta subespècie també tenia dues ratlles negres, una a cada costat del cap, que començaven a la boca i passaven prop de l'ull, acabant a cada costat del coll. Les orelles eren de color vermellós per dintre i amb tendència a ser de color negre per fora. Les parts inferiors i la part interna de les potes eren de color blanc brut amb un tint vermellós.
Competia pel menjar amb Cynotherium sardous, un cànid extint.